# كادبروسورس

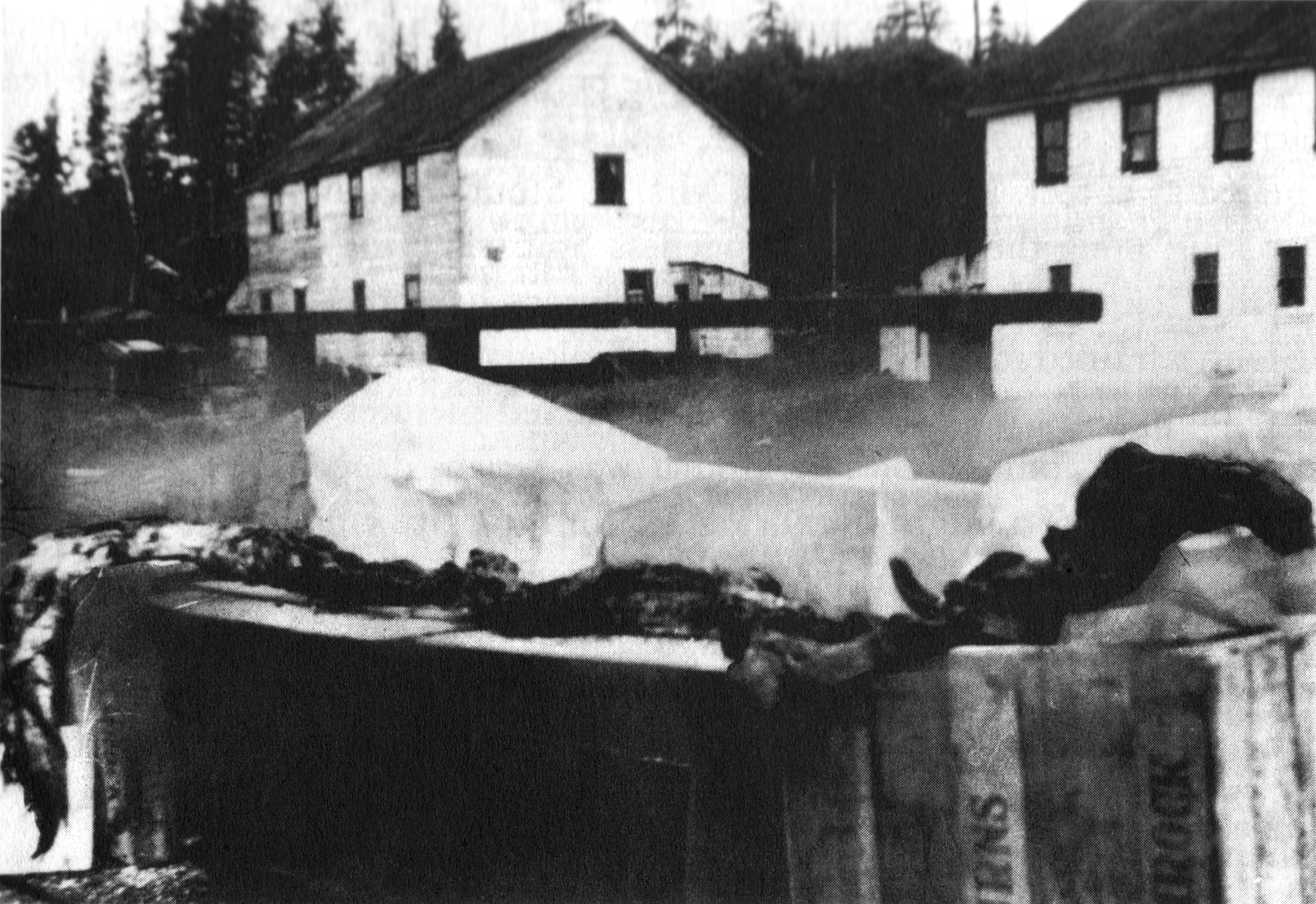
جثة كادبروسورس في نادن هاربر، وأخذت من معدة حوت عنبر وتم تصوريها في أكتوبر 1937. تم تعريف الجثة بأنها جنين حوت باليني.

كادبروسورس (بالإنجليزية: Cadborosaurus)، الملقب باسم كادي، ويدعى أبضا كادبوروسورس ويلسي، هو ثعبان بحر يزعم أنه يعيش على ساحل المحيط الهادئ في أمريكا الشمالية. اشتق اسمه من خليج كادبورو في فيكتوريا الكبرى، كولومبيا البريطانية، وكذلك الكلمة اليونانية "saurus" وتعني سحلية أو زاحف. تصفه التقارير بأنه يشبه في شكله وسلوكه وحوش البحيرة المختلفة في العالم، مثل «أوغوبوغو» من بحيرة أوكاناغن في كولومبيا البريطانية ووحش بحيرة لوخ نيس في اسكتلندا.

## الوصف

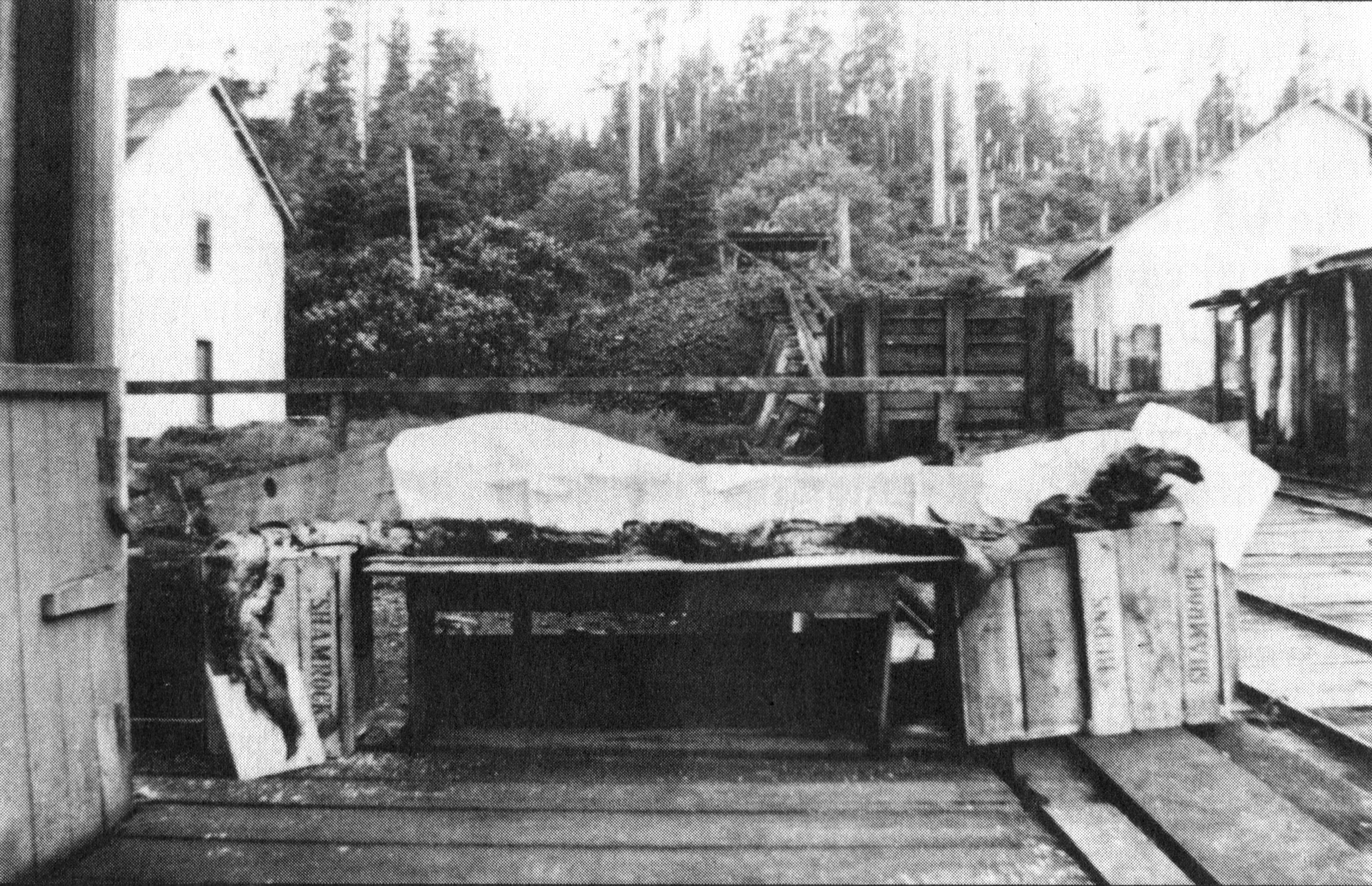
صورة جانبية لجثة نادن هاربر

قال شهود العيان أن الكائن يشبه الثعبان وله لفائف رأسية أو حدبات خلف رأسه الذي يشبه رأس الحصان ورقبته الطويلة، مع زوج من الزعانف الأمامية الصغيرة، ويصف البعض مؤخرته بوجود زوج من الزعانف، أو زعنفة خلفية كبيرة في منطقة الذيل تشبه المروحة وتوفر دفعة قوية إلى الأمام.
ذكر الدكتور بول لوبلوند، مدير علوم الأرض والمحيطات في جامعة كولومبيا البريطانية، والدكتور إدوارد بوسفيلد، وهو عالم حيوان متقاعد من المتحف الكندي للطبيعة، أن جميع الحيوانات الممدودة وضعت كتفسير محتمل للمخلوق. وتشمل هذه الحيوانات ثعبان القنجر والحيتان الحدباء، والفقمة الفيل، أسماك الوشاح أو أسماك المجذاف، القرش المتشمس وأسود البحر. كما ذكرا أنه لا يوجد مخلوق يطابق الأوصاف الموجودة في أكثر من 200 مشاهدة والتي جمعت على مدى قرن من الزمان، مشيرين إلى الأوصاف بوجود زعانف في الأمام أو الخلف.

## المخلوقات المحتملة

### أسد البحر
في عام 1943 ذكر شرطيان، هما المفتش روبرت أوينز والرقيب أول جاك راسل، أنهما شاهدا «ثعبان بحر ضخم له رأس حصان» في مضيق جورجيا. رأى الرقيب راسل بمنظاره أن الشيء الغريب كان ذكر أسد بحر يقود قطيعًا من ستة أسود بحر... ظهرت التموجات وهي تسبح معًا بشكل جسد متصل، وتظهر أجزاء منهم فوق الماء ثم تعاود الغطس. وذكر أنها تبدو للعين المجردة وحشا بحريا.

### سمك المجداف العملاق
وُضعت اقتراحات بأن كادي هو أحد أنواع ملك الرنجة أو سمك المجداف العملاق (Regalecus glesne). هذا النوع يمكن أن يصل طوله إلى 17 مترا ويصل وزنه إلى 300 كجم؛ يظن البعض أن اللبدة الحمراء على رأس وظهر سمك المجداف العملاق تشبه رأس وعرف الحصان. ومن الأمثلة الحديثة التي رسمها ديفيد جون، «المبنية على روايات الشهود في تقرير لوبلوند وبوسفيلد» يظهر كادي بلبدة حمراء.
«إنه طويل وفضي ويتلوى كالحية وهو يسبح في الماء»، كما وصفه إتش جاي ووكر، وهو عالم متحف كبير في معهد سكريبس لعلوم المحيطات، ويمتلك في مجموعته العديد من أسماك المجداف.

### القرش المتشمس
غالبا ما يتم خلط جثث القرش المتشمس المتحللة مع المخلوق من قبل الخبراء والأشخاص العاديين. كما أن جثة القرش المتشمس المتحللة قد توصف أحيانا بأنها جثة بلصور متحللة. [

### السمك الأنبوبي
اقترح دارين نايش وزملاؤه أن صغير «كادبوروسورس» الذي تم أسره في عام 1968 من قبل وليام هاغلوند كان في الحقيقة من السمك الأنبوبي.

## سجلات الأمم الأولى
هناك رسومات من السكان الأصليين تماثل وصف كادي وهي موجودة في جميع أنحاء ألاسكا. وتشير الرسومات إلى مخلوق ينتقل شمالا إلى فانكوفر عندما يصبح ماء المحيط دافئا. وضع الإنويت من ألاسكا هذه الرسومات على زوارقهم لإبعاد المخلوق عنهم. ويطلق شعب مانهوسات على المخلوق اسم هييتليك hiyitl'iik، وهم يعيشون في منطقة خليج سيدني؛ وهو يسمى أيضا تشاين-كو T'chain-ko في أساطير سيتشيلت، ويدعى نومسكي لي كوالا Numkse lee Kwala من قبل قبيلة كوموكس في جزيرة فانكوفر.

## مشاهدات
كان هناك أكثر من 300 مشاهدة مزعومة خلال القرنين الماضيين، بما في ذلك منطقة كوف في سانيتش، كولومبيا البريطانية مدخل، وشاطئ آيلاند فيو، وكذلك خليج كادبورو في شبه جزيرة سانيتش في كولومبيا البريطانية، وأيضا في خليج سان فرانسيسكو في كاليفورنيا.

### فيديو كيلي ناش
في عام 2009، قام صياد يدعى كيلي ناش بتصوير فيلم لعدة دقائق يتضمن عشرة إلى خمسة عشر مخلوقا (منها مخلوقات صغيرة) في خليج نوشاغاك. في عام 2011، عرض مقطع صغير من الفيلم على برنامج ديسكفري التلفزيوني «هيلسترانديد»، حيث شاهد الأخوة هيلستراند (من برنامج الصيد الدموي) فيديو ناش وحاولوا العثور على أي مخلوق مجهول دون جدوى.

## الجثث المرتبطة بحكاية كادبروسورس

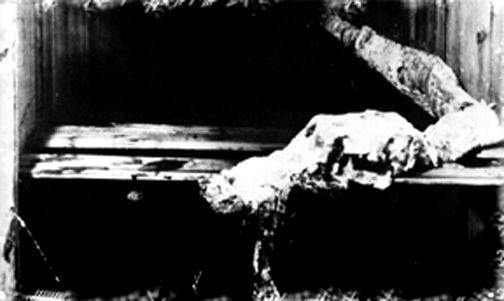
جثة إفينغام، جزيرة فانكوفر 1947؛ وهي بقايا يزعم أنها لمخلوق "كادي"

- 1930: تم العثور على هيكل عظمي في الجليد في 10 نوفمبر في جزيرة غلاسير قرب فالديز. كان الهيكل العظمي بطول 24 قدم (7.3 م) مع الزعانف. حفظت بعض البقايا في كوردوفا للدراسة العلمية. ويعتقد أن هذا المخلوق كان حوتا.[9]
- 1934: عثر على بقايا متحللة بطول 30 قدما (9 م) في نوفمبر على جزيرة هنري بالقرب من برنس روبرت. فحص الدكتور نيل كارتر الرفات، وحدد أن المخلوق كان قرشا متشمسا.[10]
- 1937: في أكتوبر وجدت جثة كادبروسورس مزعومة في معدة حوت عنبر في نادن هاربر وتم تصويرها. وأرسلت عينة من هذه الجثة إلى متحف كولومبيا البريطانية المحلي، حيث تم تحديدها مبدئيا بأنها جنين حوت البالين من قبل مدير المتحف فرانسيس كيرمود.[11][12]
- 1941: عثر على جثة سميت «سارة ساحرة البحر» على شاطئ كيتسيلانو. فحص العالمان ويلبرت كليمنس وأيان ماكتاغارت-كوان وحددا أنها جثة قرش.[13]
- 1947: عثر على مخلوق بطول 45 قدما (14 م) في ديسمبر في خليج فيرنون، في باركلي ساوند، جزيرة فانكوفر. وقد تم تحديدها على أنها سمكة قرش.[14]
- 1950: عثر على مخلوق له أربعة ذيول وشعر كثيف في ديليك، أوريغون. تم تحديدها على أنها جثة قرش حوت.[15]
- 1956: عثر على جثة طويلة بطول 100 قدم (30 م) ولها شعر بطول بوصتين (5 سم) قرب دراي هاربر جنوب ياكوتات، ألاسكا. وقال عنها العالم تريفور كينكيد أن «أوصافها لا تتناسب مع أي مخلوق معروف». حدد العالم كليمنس الجثة بأنها تخص حوت بيرد ذو المنقار.[16]
- 1962: في أبريل عثر على جثة بطول 14 قدم (4 م) بالقرب أوكلويليت ولها رأس مثل الفيل. تم سحب الجثة إلى الشاطئ بواسطة رجل يدعى سيمون بيتر واعتقد لاحقا أنها تخض فقمة الفيل.[17]
- 1963: في سبتمبر عثر على جثة لها رأس يشبه الحصان بالقرب أوك هاربور في جزيرة ويدبي. قال رجل يدعى آرثر ويلاندر من هيئة الثروة السمكية أنه يعتقد انه تخص القرش المتشمس.[18]

## عينات حية مزعومة
- 1968: في أغسطس، زعم رجل يدعى وليام هاغلوند أنه صاد طفلا من المخلوق بالقرب من جزيرة دي كورسي.[19]
- 1991: في يوليو، زعم رجل يدعى فيليس هارش من جزيرة جونز (جزر سان خوان) أنه صاد صغيرا من المخلوق بطول قدمين (0.6 م) وأعاده إلى الماء.[1]

## وصلات خارجية
- (بالفرنسية) Caddy le serpent de mer canadien. sur Crypto-Investigations.com
- Cadborosaurus and the Naden Harbour carcass: extant Mesozoic marine reptiles, or just bad science?
- Cryptomundo: 15 Cadborosauruses? Maybe a few less.
- The Cadboro Bay Sea Serpent
- The Cadborosaurus Watch
- The Cryptid Zoo: Caddy
- MSNBC report on it, and 2009 video of suspected creature.
- http://blogs.sos.wa.gov/library/index.php/2012/09/dungenessie/, 1892 sighting near Dungeness, Washington